# Kiriłł Rożkow
Kiriłł Rożkow (ros. Кирилл Рожков) – białoruski zapaśnik walczący w stylu wolnym. Zajął trzynaste miejsce w Pucharze Świata w 2012. Drugi na ME juniorów w 2007 roku.